# NAC in het seizoen 1956/57
Het seizoen 1956/1957 was het derde jaar in het bestaan van de Bredase betaaldvoetbalclub NAC. De club kwam uit in de Eredivisie en eindigde daarin op de negende plaats. Tevens deed de club mee aan het toernooi om de KNVB Beker, hierin werd in de vierde ronde verloren van Hermes DVS (2–3).

## Wedstrijdstatistieken

### Eredivisie
|       | Ajax  | Amsterdam | BVV   | DOS   | Eindhoven | Elinkwijk | Sportclub Enschede | Feijenoord | Fortuna '54 | GVAV  | MVV   | NOAD  | PSV   | Rapid JC | Sparta | VVV   | Willem II |
| ----- | ----- | --------- | ----- | ----- | --------- | --------- | ------------------ | ---------- | ----------- | ----- | ----- | ----- | ----- | -------- | ------ | ----- | --------- |
| Thuis | 1 – 1 | 3 – 1     | 1 – 0 | 4 – 4 | 0 – 1     | 2 – 1     | 1 – 1              | 1 – 1      | 0 – 2       | 2 – 0 | 2 – 1 | 2 – 2 | 3 – 0 | 1 – 1    | 3 – 4  | 3 – 1 | 2 – 1     |
| Uit   | 1 – 0 | 0 – 1     | 8 – 0 | 4 – 1 | 2 – 2     | 2 – 1     | 3 – 0              | 2 – 2      | 2 – 1       | 1 – 2 | 1 – 3 | 2 – 1 | 2 – 5 | 5 – 1    | 1 – 4  | 1 – 0 | 2 – 4     |

### KNVB Beker
| 1e ronde                                            | DESK                                                                         | 2 – 10 (0 – 6) | NAC |
| 26 augustus 1956 Plaats: Kaatsheuvel Sportpark DESK | Willy Damen A. van Gool                                                      |                | –', –' Louis Overbeeke –' (e.d.) Chabot –', –' (pen.) Leo Canjels Janus Broeders –', –', –', –' Onbekend |
| 2e ronde                                            | DOSKO                                                                        | 2 – 3          | NAC |
| 16 september 1956 Plaats: Bergen op Zoom Rozenoord  | Onbekend                                                                     |                | Jan van Hoogenhuizen –', –' Leo Canjels                                                                  |
| Tussenronde                                         | NAC                                                                          | 5 – 1 (3 – 0)  | Rapid JC                                                                                                 |
| 13 oktober 1956 Plaats: Breda Beatrixstraat         | Leo Canjels 2', 85' (pen.), 89' Jan van Hoogenhuizen 23' Louis Overbeeke 30' |                | 65' Vaessen                                                                                              |
| 3e ronde                                            | NAC                                                                          | 2 – 3 (2 – 2)  | Hermes DVS                                                                                               |
| 26 december 1956 Plaats: Breda Beatrixstraat        | Jan van Hoogenhuizen 20' Louis Overbeeke 31'                                 |                | 33' Cock van der Tuijn 45' Frans van der Burg 48' Jan van der Gevel                                      |

## Statistieken NAC 1956/1957

### Eindstand NAC in de Nederlandse Eredivisie 1956 / 1957
| Stand | Gespeeld | Gewonnen | Gelijk | Verloren | Punten | Doelpunten voor | Doelpunten tegen |
| ----- | -------- | -------- | ------ | -------- | ------ | --------------- | ---------------- |
| 9e    | 34       | 14       | 8      | 12       | 36     | 59              | 61               |

### Topscorers
| #      | Naam                 | Goal |
| ------ | -------------------- | ---- |
| 1.     | Leo Canjels          | 18   |
| 2.     | Louis Overbeeke      | 17   |
| 3.     | Piet Vergouwen       | 9    |
| 4.     | Cock Luyten          | 5    |
| 5.     | Jan van Hoogenhuizen | 4    |
| 6.     | Frans Bouwmeester    | 2    |
| 7.     | Wied van den Braak   | 1    |
| 7.     | Janus Broeders       | 1    |
| 7.     | Kees Bruijninckx     | 1    |
| 7.     | Johnny Geraeds       | 1    |
| Totaal | Totaal               | 59   |

| #                    | Naam                  | Goal |
| -------------------- | --------------------- | ---- |
| 1.                   | Leo Canjels           | 7    |
| 2.                   | Louis Overbeeke       | 4    |
| 3.                   | Jan van Hoogenhuizen  | 3    |
| 4.                   | Janus Broeders        | 1    |
| Eigen doelpunt       |                       |      |
| 1.                   | Chabot (DESK)         | 1    |
| Onbekende doelpunten |                       |      |
| –                    | Onbekend (tegen DESK) | 4    |
| Totaal               | Totaal                | '    |

## Voetnoten
Ajax ·
Amsterdam ·
BVV ·
DOS ·
Eindhoven ·
Elinkwijk ·
Sportclub Enschede ·
Feijenoord ·
Fortuna '54 ·
GVAV ·
MVV ·
NAC ·
NOAD ·
PSV ·
Rapid JC ·
Sparta ·
VVV ·
Willem II